# Commanderie de Neuilly-sous-Clermont
La commanderie de Neuilly-sous-Clermont était une commanderie fondée par les Templiers, devenue en 1312 une maison de l'ordre de Saint-Jean de Jérusalem.

## Histoire

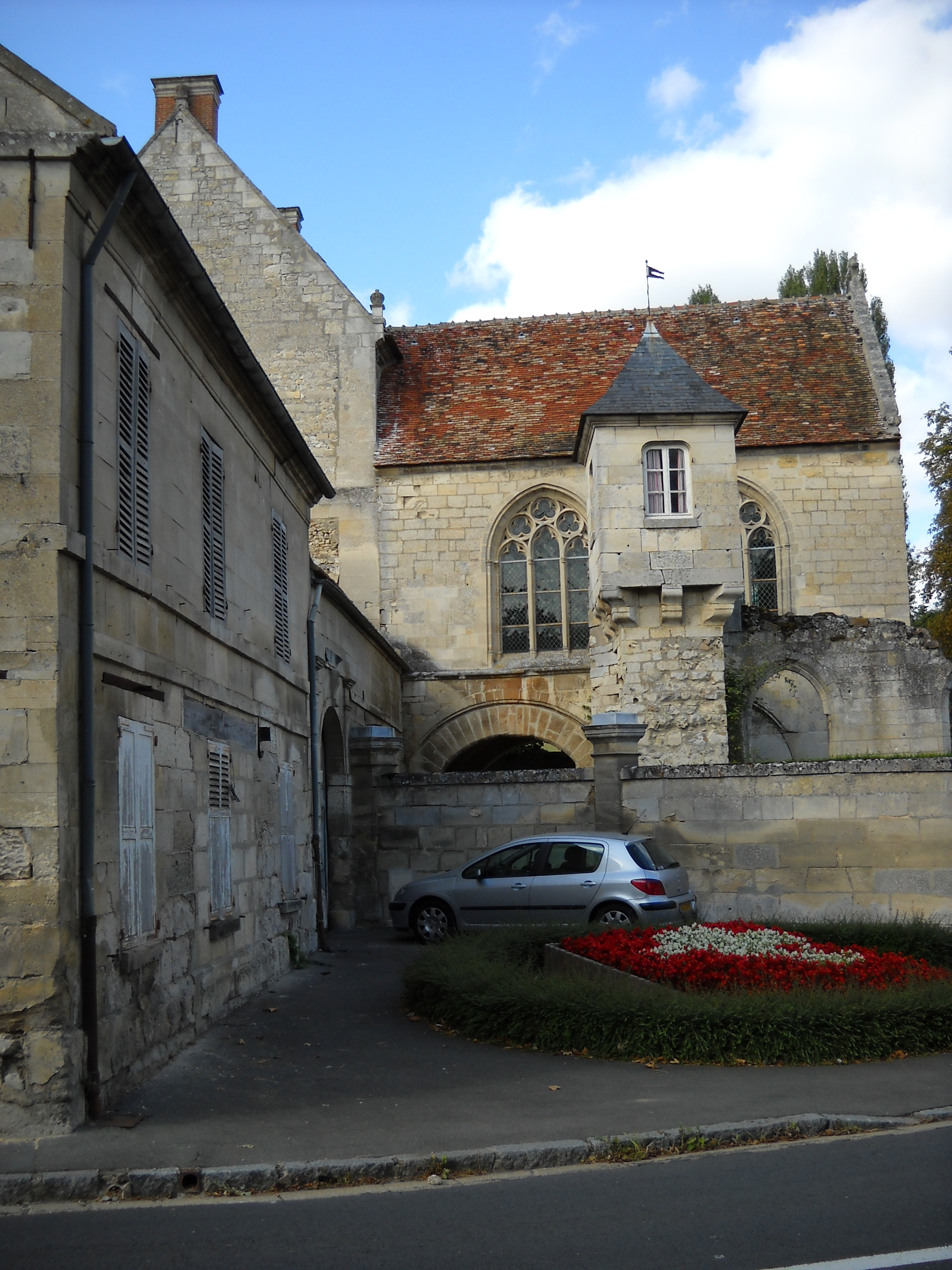
L'entrée de la Commanderie

La fondation de cette commanderie remonte à la seconde moitié du XIIe siècle. À la suite du procès de l'ordre du Temple, elle devint la maison de Neuilly rattachée à la commanderie hospitalière de Sommereux,. Ruinée par les guerres, elle fut reconstruite aux XVe et XVIe siècles, puis au moment de la révolution française, elle fut confisquée comme l'ensemble des biens de cet ordre religieux.

## Description de l'édifice
Situé à proximité du centre ville de la commune de Neuilly-sous-Clermont, dans l'Oise, cet ensemble constitué d'une chapelle, d'un bâtiment terminé en 1562 et des murs d'enceinte fait l’objet d’une protection au titre des monuments historiques. Les jardins, créés de 1962 à 1980, sont inscrits au pré-inventaire des jardins remarquables.

### La chapelle
La chapelle qui remonte aux Templiers mais qui a dû être remaniée au XIVe siècle porte encore des restes de peintures murales médiévales.

### Le jardin à la française
Jean et Maddy Ariès (ancienne conservateur en chef au Musée du Domaine départemental de Sceaux), propriétaires de la commanderie depuis 1961, réalisèrent les jardins de la Commanderie, dit Jardins des Ariès, à partir de 1980.